# Articulación metacarpofalángica
Las articulaciones metacarpofalángicas (MCF) están situadas entre los huesos metacarpianos y las falanges proximales de los dedos. Estas articulaciones son de tipo condiloide, formadas por la recepción de las cabezas redondeadas de los huesos metacarpianos en cavidades poco profundas en los extremos proximales de las falanges proximales. Al ser condiloides, permiten los movimientos de flexión, extensión, abducción, aducción y circunducción en la articulación.

## Estructura

### Ligamentos
Cada articulación tiene:
- ligamentos palmares de las articulaciones metacarpofalángicas
- ligamentos colaterales de las articulaciones metacarpofalángicas

### Superficies dorsales
Las superficies dorsales de estas articulaciones están cubiertas por las expansiones de los tendones extensores, junto con algún tejido areolar suelto que conecta las superficies profundas de los tendones con los huesos.

## Función
Los movimientos que se producen en estas articulaciones son la flexión, la extensión, la aducción, la abducción y la circunducción; los movimientos de abducción y aducción son muy limitados, y no pueden realizarse mientras los dedos forman un puño.
Los músculos de la flexión y la extensión son los siguientes:
| Localización | Flexión | Extensión                                                                       |
| dedos        | flexor común superficial de los dedos y profundo, lumbricales, e interossei, asistidos en el caso del dedo meñique por el flexor digiti minimi brevis | extensor común de los dedos, extensor del índice, y extensor propio del meñique |
| pulgar       | flexor largo del pulgar y corto | extensor del pulgar largo y corto                                               |

## Significado clínico
La artritis de la MCP es una característica distintiva de la artritis reumatoide, a diferencia de las articulación interfalángica distal en la artrosis.

### Otros animales
En muchos cuadrúpedos, especialmente en los caballos y otros animales de mayor tamaño, la articulación metacarpofalángica se denomina "menudillo". 